# Езоп (вистава, 1957)
«Езоп» — вистава Георгія Товстоногова за твором бразильського драматурга Гільєрме Фігейредо (1915—1997), прем'єра якої відбулась 23 березня 1957 року на сцені ленінградському ВДТ.

## Передумови створення
Товстоногов був призначений на посаду театрального режисера у ВДТ у Ленінграді у лютому 1956 року. Театр перебував у занепаді і втрачав глядачів. Перед Товстоноговим стояло відразу декілька складних завдань: зломити спротив тодішньої трупи, завоювати підтримку у самому театрі і майстерними засобами зробити театр популярним. Йому надали права скоротити акторів і він використав це право. Жах бути скороченим і залишитися без роботи спрацював, трупа почала рахуватися з новим керівником. Відбулося декілька нарад і режисер пояснював власні вимоги.
Аби привабити глядачів, Товстоногов почав ставити комедії («Шестой этаж» А. Жері,  «Когда цветёт акация» Н. Винникова, «Безымянная звезда» М. Себастіану тощо) На комедії пішов глядач, засіб спрацював, стан справ у театрі пожвавився. Але у режисера був інший намір і ця статегія почала реалізовуватися. 1957 року на російську переклали п'єсу «Лисиця і виноград» бразильського драматурга Гільєрме Фігейредо (1915—1997), котру ще не знали у театрах. Товстоногова привабила і давньогрецька тематика, і монологи головного персонажа (байкаря Езопа), і ясна мета п'єси — осуд рабства, прагнення свободи, здатність іти на жертви заради неї.
Перший показ нової вистави відбувся 23 березня 1957 року. Вистава з її афористичною мовою і філософським забарвленням ( неглибоким, але зрозумілим для більшості ) стала явищем у театральному житті Ленінграда. Трохи пізніше виставу «Езоп» (такою була її назва у театрі) навіть вважали одним із символів хрущовської відлиги. Водночас це започаткувало появу феномена «театра Товстоногова»

## Акторський склад вистави
- Езоп, раб Ксанфа — Поліцеймако Віталій Павлович ( 1906 — 1967)
- Ксанф, рабовласник Езопа, що бавиться філософією, голова багатого будинку — Корн Микола Павлович ( 1907—1971)
- Клея, дружина рабовласника Ксанфа — Ольхіна Ніна Олексіївна (1925—2013)
- Начальник варти Агностос — Луспекаєв Павло Борисович (1927–1970)
- Мелі, рабиня в домі рабовласника, раб ефіоп та ін.

## Оцінки рабовласництва
В складній атмосфері побудови давньогрецької цивілізацій свою роль відіграли і війни, і запровадження флоту, і рабство і рабовласництво як таке. У 5 ст. до н.е.(коли нібито відбуваються події п'єси) у Греції ніхто би не наважився засуджувати рабовласництво, адже воно було головною базою грецької економіки. На рабів переклали усі найважчі роботи, що вивільнило руки греків і сприяло запровадженню і розвитку демократії як політичного правління. Це була саме рабовласницька демократія.
Осуд рабовласництва і негативні його оцінки прийшли набагато пізніше. Саме пізньої і осудливої оцінки рабовласництва дотримувались і бразильський драматург Гільєрме Фігейредо (1915—1997), і режисер Г. Товстоногов. Рабовласництво як суспільна практика, мав поширення у тій же Бразилії ще у 18 ст.
Від біографії Езопа збережені лише пізні і легендарні перекази. Дослідники досі сперечаються, скільки саме байок створив Езоп. Точну кількість байок не встановлено, але вважається, що Езопу належить близько 400 байок. Відомо, що його твори у IV–III ст. до н. е. упорядкував Деметрій Фалерський, але збірка не збереглася. Відомі лише віршовані переробки творів Езопа, написані Федром, Бабрієм та Авіаном.

## Романтичний сюжет

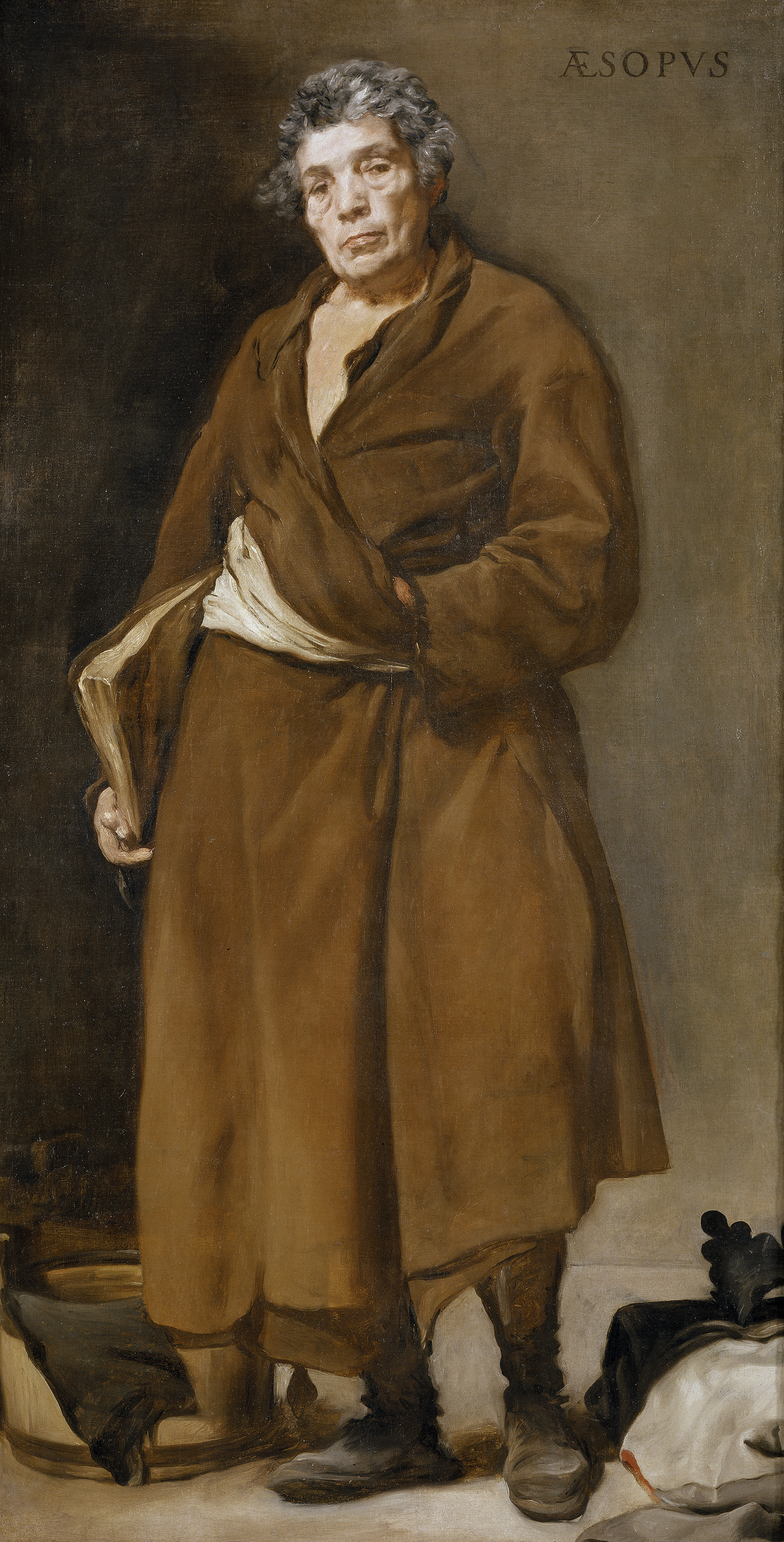
Дієго Веласкес. «Езоп», картина бл. 1640 р.

Відсутність точних даних біографії легендарного байкаря — ніяка не перешкода для театра. Навпаки, це база для творчої інтерпретації його біографії і стимул для творчості, стимул дати біографії власне трактування. Тому у п'єсі Гільєрме Фігейредо і у виставі Георгія Товстоногова збережені усі фрагменти, що традиційно пов'язані із його біографією — його рабство у Ксанфа, перебування на острові Самос, гострий розум і винахідливість у складних ситуаціях, зовнішня потворність.
При першій появі у багатому домі Ксанфа (за виставою) на його потворну зовнішність відразу зреагувала дружина Клея, що попросила прибрати цю потвору. Але саме Клея першою зацікавилась і байками Езопа, і його винахідливістю, і першою глибоко оцінила його гострий розум. Езоп розповів, як довгою дорогою до дому Ксанфа раби мали перенести на собі численні вантажі. Раби швидко похапали мішки з тканинами і скульптурами. Езоп узяв важкий кошик із хлібом, чим викликав осуд. Але шляхом валка з'їдала хліб і вантаж Езопа тільки зменшувався. До дому Ксанфа він приніс порожній кошик, тоді як вага інших не зменшувалась, а збільшувалась через утому.
У виставі було окреслено протиставлення раба Езопа і його хазяїна, рабовласника Ксанфа. Той нагадував тиранічного господаря доби еллінізму,  абсолютно позбавленого служінню і добробуту суспільства чи полісу. Ксанф нікому і нічому не служить, окрім власних забаганок і власних насолод. У черговий бенкет на честь начальника варти він, хвалько і профан,  навіть необережно пообіцяє гостю (імені котрого тоді не знав) назавтра випити море.
Із скрутної ситації його визволить винахідливий Езоп, що запропонує наглядачам відокремити від моря річки, що впадають у море, адже Ксанф обіцяв випити море, а не річки, що у нього впадають. Вони не змогли цього і Ксанф був врятований від виконання ганебного і нереального обіцяння.
За кожне визволення Ксанфа із скрутних позицій Езоп неодмінно вимагає звільнення від рабства. Але незграбний і безпринципний Ксанф кожного разу обіцяє звільнити Езопа і кожного разу підступно не виконує власних обіцянок.  Для недалекоглядного хвалька Ксанфа філософія — модна забава, його тішить причетність до філософії і натовп учнів на площі. Свобода від рабства, її солодкий феномен йому ні до чого, бо він борсається у дрібних задоволеннях і прагне зберегти красуню дружину, рабів і багатий будинок. Цього клопоту і цього борсання  йому вистачить на все життя, а там будь хоч що.
Езоп, на відміну від рабовласника, постійно і глибоко аналізує зміни ситуації, саме він головний філософ у виставі, філософ, що постійно аналізує феномен свободи і постійно її прагне. Саме це неупинне прагнення зробило Езопа справжнім романтичним героєм вистави, чимось спорідненим із Спартаком, ще однією трагічною постаттю античності.
Езоп таки отримає свободу і піде подивитись на світ «очима свободної людини», він матиме нагоду посміятися над обмеженими особами і їх багатством, їх дрібним клопотом. Він і помре вже як вільна людина. Його звинуватять у крадіжці коштовного посуду із храму, чого він насправді не робив, бо не прагнув багатства.  За крадіжку з храму навіть вільних осіб карали смертю у проваллі. Вільний на той час Езоп сам піде на скелю з вигуком — Де тут місце покарання для вільних людей?..

## Телеверсія вистави
1960 року телестудія «Ленфільм» створила телеверсію популярної вистави.
Умовність театральної вистави була розширена і збільшена за рахунок додавання можливостей кінематографа — другорядні сцени перенесені у пейзажі, трохи збільшена кількість натовпу у масових сценах, вогонь у триножниках у нічній сцені в будинку Ксанфа і море під скелями у фінальній сцені загибелі Езопа.
Телеверсія вистави «Езоп» була показана у Монте-Карло на Міжнародному фестивалі телевізійних фільмів, де отримала приз.